# Großer Pechturm

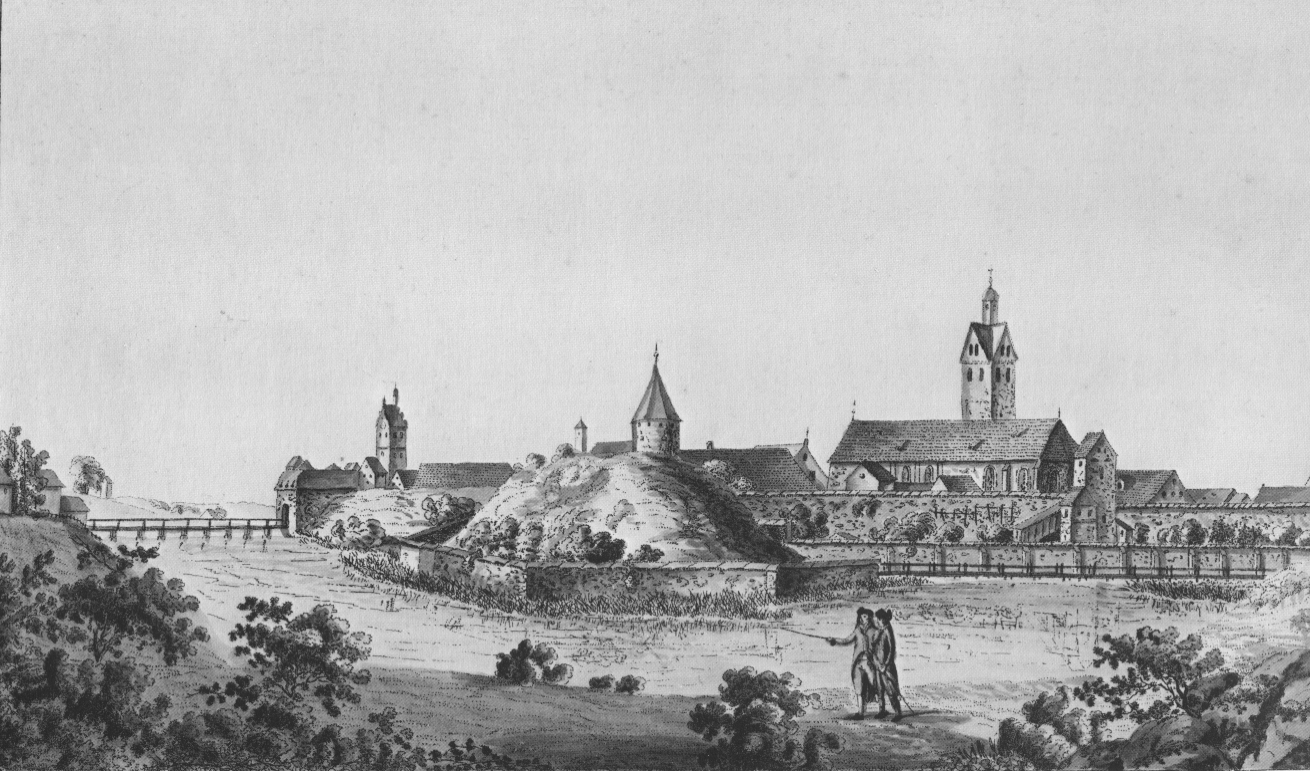
Der Stadtgraben im Südosten. Der große runde Turm in der Mitte war der große Pechturm.

Der Große Pechturm war ein Verteidigungsturm der oberschwäbischen Stadt Memmingen. Er wurde auch Synwellturm genannt und wurde 1806 abgebrochen.

## Lage
Der Turm stand an der Südostecke der Altstadt zwischen dem Kempter Tor und dem kleinen Pechturm.

## Aussehen
Der runde Turm war im Unterbau aus Tuffstein und im Oberbau aus Ziegeln gebaut und mit einem runden nach oben gezogenen Dach versehen. Abgeschlossen wurde es von einer Wetterfahne. An ihm führte der Wehrgang an der Hohen Wacht vorbei.

## Geschichte
Der Turm stammte aus der zweiten Stadterweiterung im 14. Jahrhundert. Er war der am besten mit Schanzen geschützte Turm der kompletten Stadtbefestigung. Zwischen 1529 und 1546 wurde ein gewaltiges Erdrondell aufgeschüttet. Für die Kasemattenmauern wurden die Steine der abgebrochenen Schottenklosterkirche verwendet. Die Mauern des Turmes waren vier Fuß dick, so dass er auch Kanonen tragen konnte. 1806 musste er auf Betreiben der Franzosen abgebrochen werden. Seinen Zweitnamen Synwellturm hatte er von dem altschwäbischen Ausdruck Synwell, der so viel wie rund bedeutete.